# 링크 & 코 03
링크 & 코 03(영어: Lynk & Co 03, 중국어 간체자: 领克03, 병음: Lǐng kè 03)은 링크 & 코에서 링크 & 코 02의 세단 버전으로 제조한 소형 세단이다. 2018년 10월에 판매를 시작했으며 지리의 스웨덴 자회사인 CEVT에서 개발하였다.

## 개요

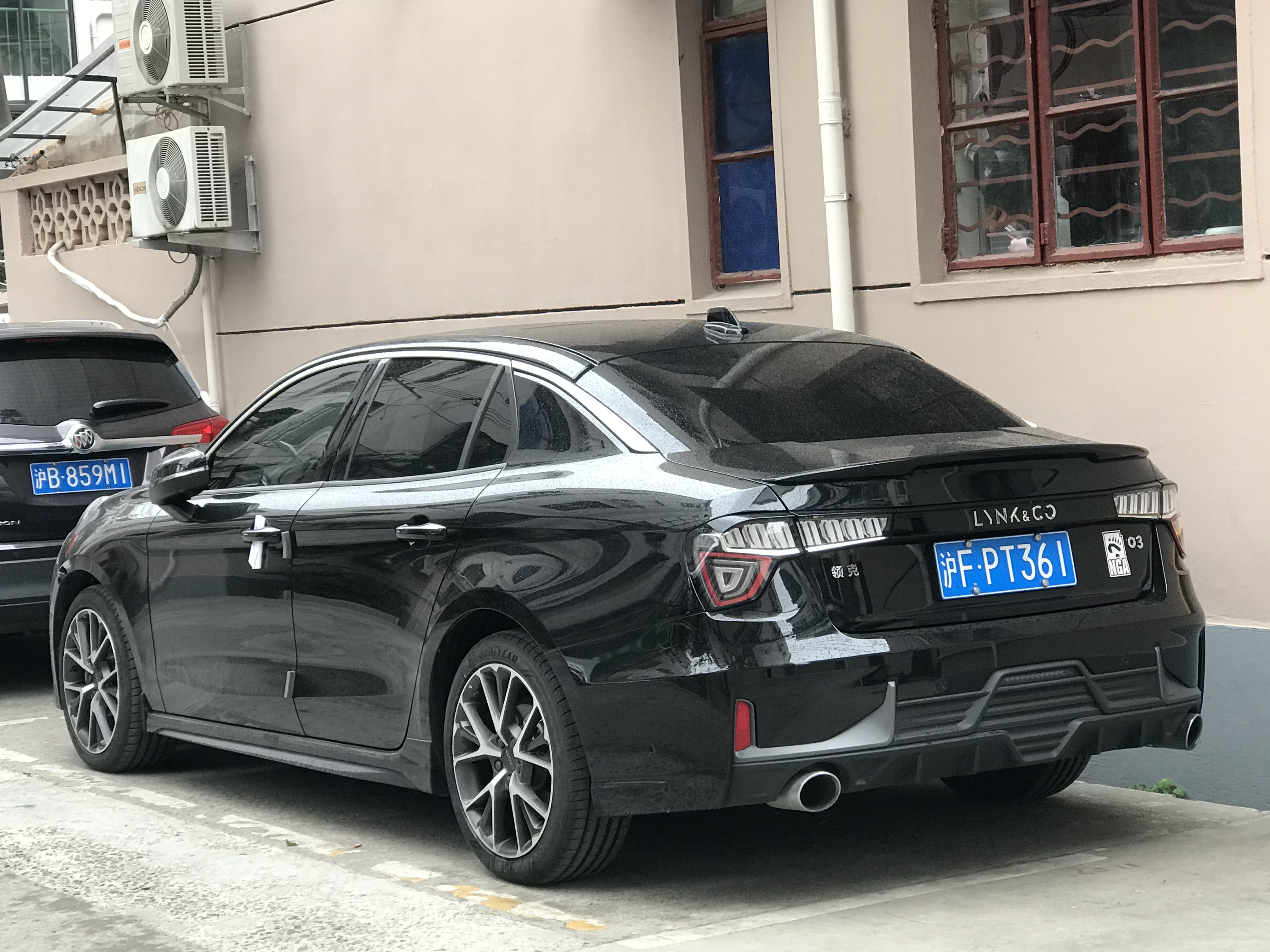
링크 & 코 03의 후면

2018년 10월에 판매를 시작했으며 컴팩트 모듈라 아키텍처 플랫폼을 기반으로 하는 링크 & 코 02와 유사하게 설계되었다.

## 판매량
| 연도   | 중국 시장 |
| ------ | --------- |
| 2020년 | 70,334    |
| 2021년 | 76,461    |
| 2022년 | 53,857    |
| 2023년 | 70,365    |
| 2024년 | 54,709    |